# Epidochium
Epidochium är ett släkte av svampar. Epidochium ingår i familjen Tremellaceae, ordningen gelésvampar, klassen Tremellomycetes, divisionen basidiesvampar och riket svampar.
|            | Tremella                              |
|            |                                       |
|            | Cryptococcus                          |
|            |                                       |
|            | Holtermannia                          |
|            |                                       |
| Epidochium | \| \| Epidochium xylariae \| \| \| \| |
|            | \| \| Epidochium xylariae \| \| \| \| |
|            | Bullera                               |
|            |                                       |
|            | Filobasidiella                        |
|            |                                       |
|            | Dioszegia                             |
|            |                                       |
|            | Papiliotrema                          |
|            |                                       |
|            | Bulleribasidium                       |
|            |                                       |
|            | Hormomyces                            |
|            |                                       |
|            | Auriculibuller                        |
|            |                                       |
|            | Dictyotremella                        |
|            |                                       |
|            | Biatoropsis                           |
|            |                                       |
|            | Bulleromyces                          |
|            |                                       |
|            | Tsuchiyaea                            |
|            |                                       |
|            | Neotremella                           |
|            |                                       |
|            | Trimorphomyces                        |
|            |                                       |
|            | Sirotrema                             |
|            |                                       |
|            | Epidochium xylariae                   |
|            |                                       |

|  | Epidochium xylariae |
|  |                     |